# Klin
Klin (ru. Клин) este un oraș situat în partea de vest a Federației Ruse, în Regiunea Moscova. La recensământul din 2002, orașul Klin avea o populație de 83.178 locuitori.